# DTDP-4-デヒドロ-6-デオキシグルコースレダクターゼ
dTDP-4-デヒドロ-6-デオキシグルコースレダクターゼ（dTDP-4-dehydro-6-deoxyglucose reductase）は、次の化学反応を触媒する酸化還元酵素である。
反応式の通り、この酵素の基質はdTDP-D-フコースとNADP+、生成物はdTDP-4-デヒドロ-6-デオキシ-D-グルコースとNADPHとH+である。
組織名はdTDP-D-fucose:NADP+ oxidoreductaseで、別名にdTDP-4-keto-6-deoxyglucose reductaseがある。